# Leptophlebiidae
Leptophlebiidae è una famiglia di insetti dell'ordine Ephemeroptera comprendente circa 600 specie lunghe da 0,4 a 1,4 cm. Molte di queste effimere dai colori spenti hanno evidenti venature lungo le ali. Gli occhi dei maschi sono divisi in una parte frontale con grandi faccette oculari, e una posteriore con faccette più piccole. L'addome termina con tre lunghe code.

## Ciclo biologico
Le uova sono deposte in acqua. Le ninfe, spesso di forma appiattita, vivono sotto i sassi e tra i detriti, si nutrono di alghe e di piccole particelle di sostanza organica, o di uova di pesci.

## Distribuzione
In tutto il mondo, nei ruscelli e nei fiumi, sulle sponde di stagni e laghi.